# Liothrips xanthocerus
Liothrips xanthocerus är en insektsart som beskrevs av Ian A. Hood 1927. Liothrips xanthocerus ingår i släktet Liothrips och familjen rörtripsar. Inga underarter finns listade i Catalogue of Life.